# Ned Irish
Edward Simmons Irish, detto Ned (Lake George, 6 maggio 1905 – New York, 21 gennaio 1982), è stato un giornalista e dirigente sportivo statunitense, membro del Naismith Memorial Basketball Hall of Fame dal 1964 in qualità di contributore.
Fu uno dei pionieri e più attivi promotori della pallacanestro collegiale statunitense. Il 29 dicembre 1934 riuscì ad organizzare due incontri nello stesso giorno presso il Madison Square Garden di New York: (New York University contro University of Notre Dame e Westminster College contro St. John's University), richiamando oltre 16.000 spettatori. Nel biennio 1934-1935 riuscì ad organizzare altre 8 sfide "doppie" di college basket, che portarono al Garden quasi 100.000 spettatori. Nel 1934 Irish divenne il direttore degli eventi cestistici dello stesso Madison Squadre Garden.
La doppie sfide organizzate da Irish continuarono anche tra il 1942 ed il 1949, e gli spettatori furono circa 500.000. Col passare degli anni l'interesse ando lentamente diminuendo, finché gli eventi cessarono definitivamente nel 1951.
Nel 1946 fondò i New York Knickerbockers, ne divenne presidente e rimase in carica fino al 1974. Irish fu inoltre l'ideatore del National Invitation Tournament.